# Noal
Noal est un quartier de la ville brésilienne de Santa Maria, Rio Grande do Sul. Le quartier est situé dans district de Sede.

## Vilas
Le quartier possède les vilas suivantes : Noal, Vila Arco-Íris, Vila Kosoroski, Vila Lídia, Vila Natal, Vila Noal, Vila Pantaleão, Vila Rohde, Vila San Martin.

## Galerie

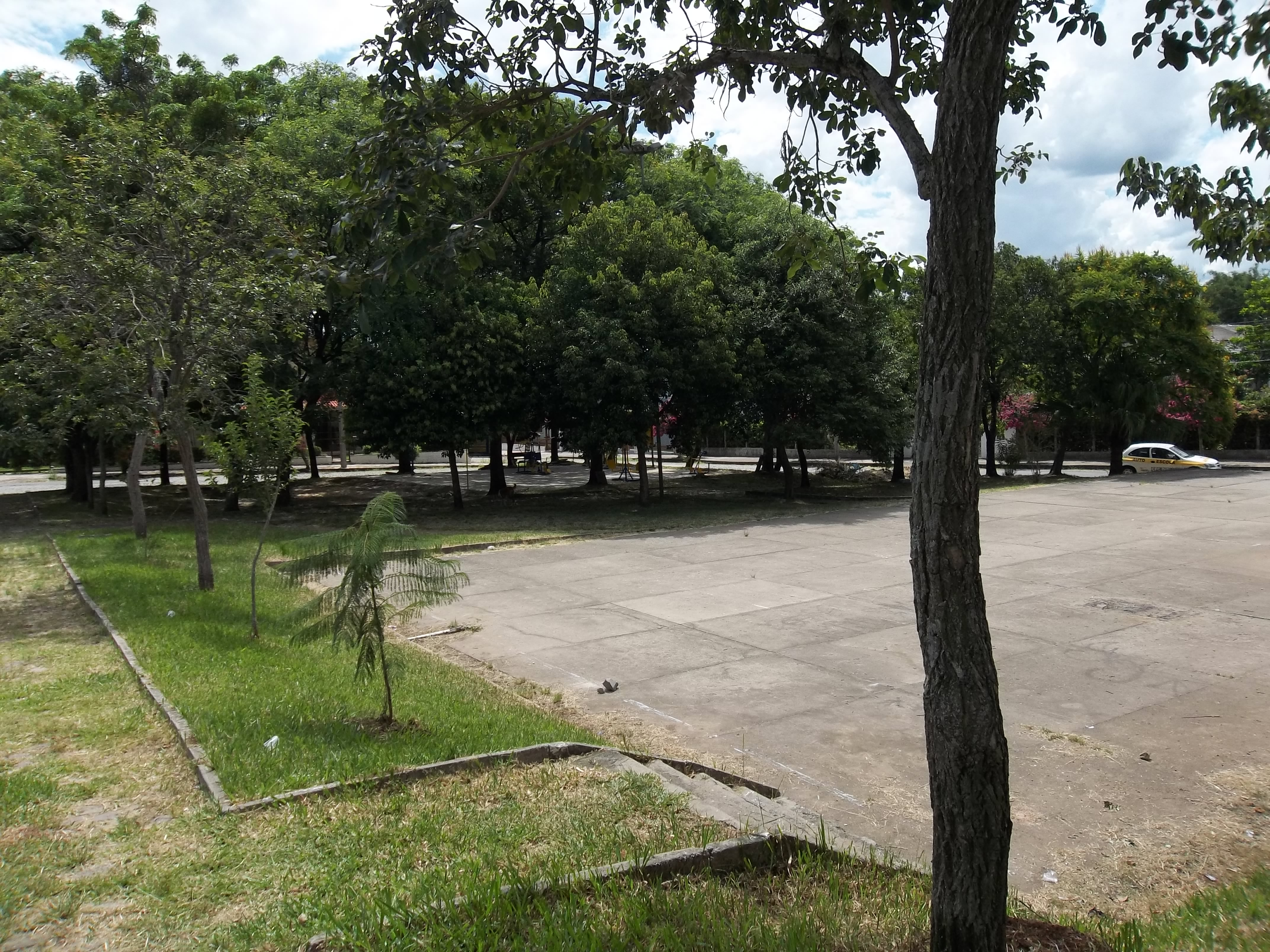
La place Sainte Rita.
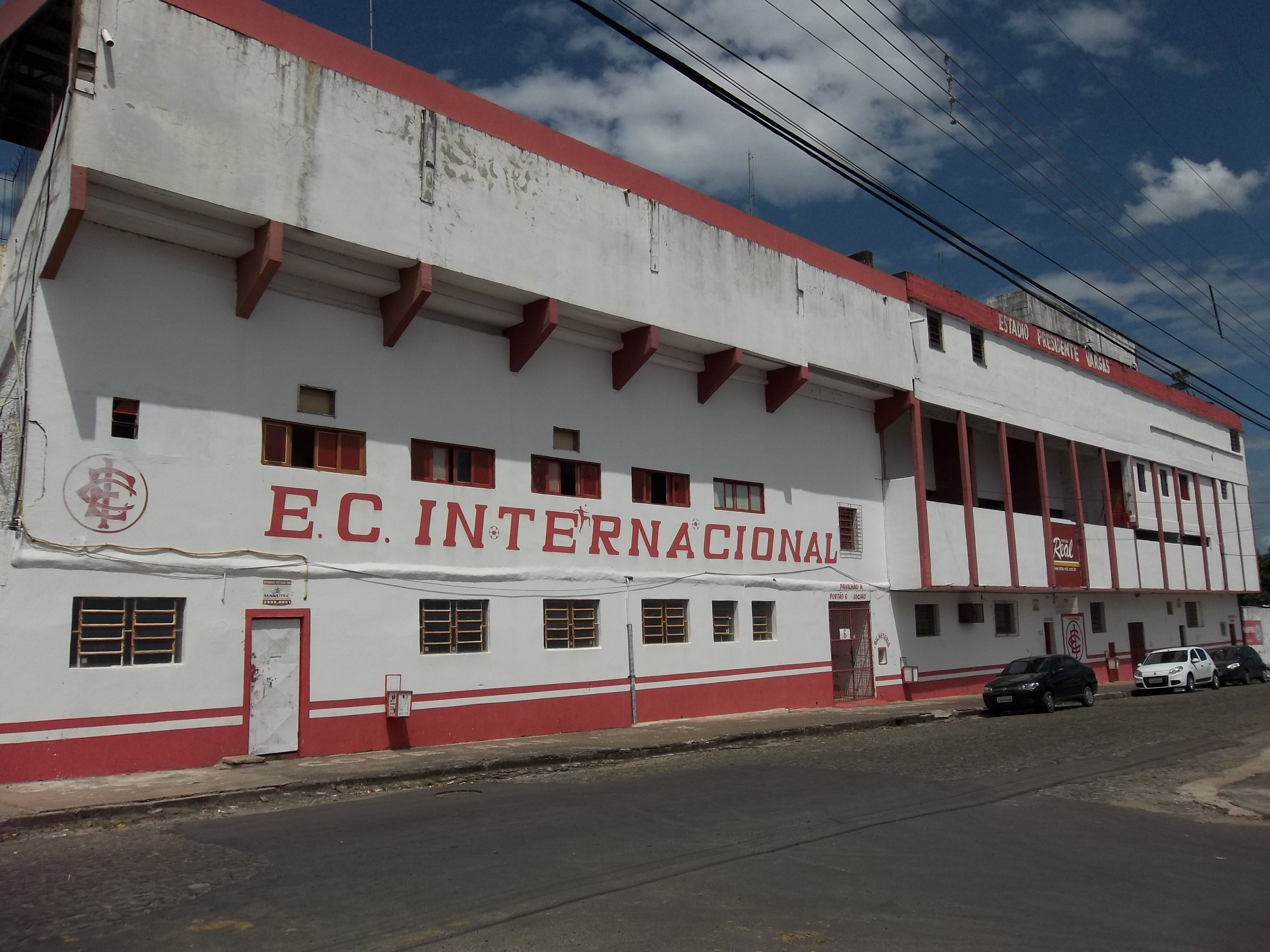
Stade Président Vargas, Esporte Clube Internacional.
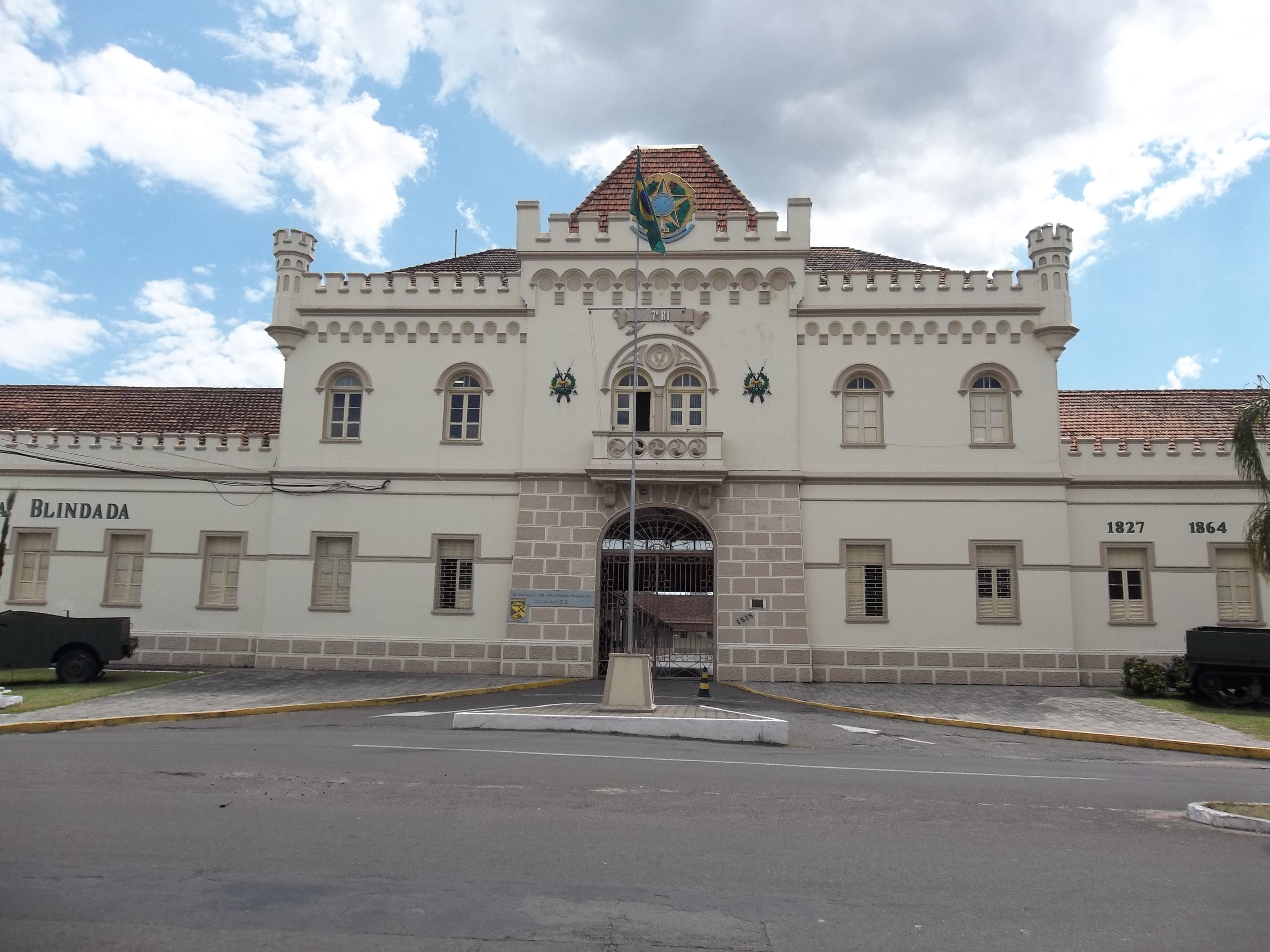
La 6e brigade d'infanterie blindée.